# Bonney-Riegel
Der Bonney-Riegel ist ein Gebirgskamm im ostantarktischen Viktorialand. Er erstreckt sich in nördlicher Richtung von den Kukri Hills über das Taylor Valley hinweg bis zum Bonneysee.
Die Westgruppe unter der Leitung des britischen Geografen Thomas Griffith Taylor (1880–1963) benannten ihn während der Terra-Nova-Expedition (1910–1913) in Anlehnung an die Benennung des gleichnamigen Sees, dessen Namensgeber der britische Geologe Thomas George Bonney (1833–1923) ist.